# Austria Extreme Triathlon

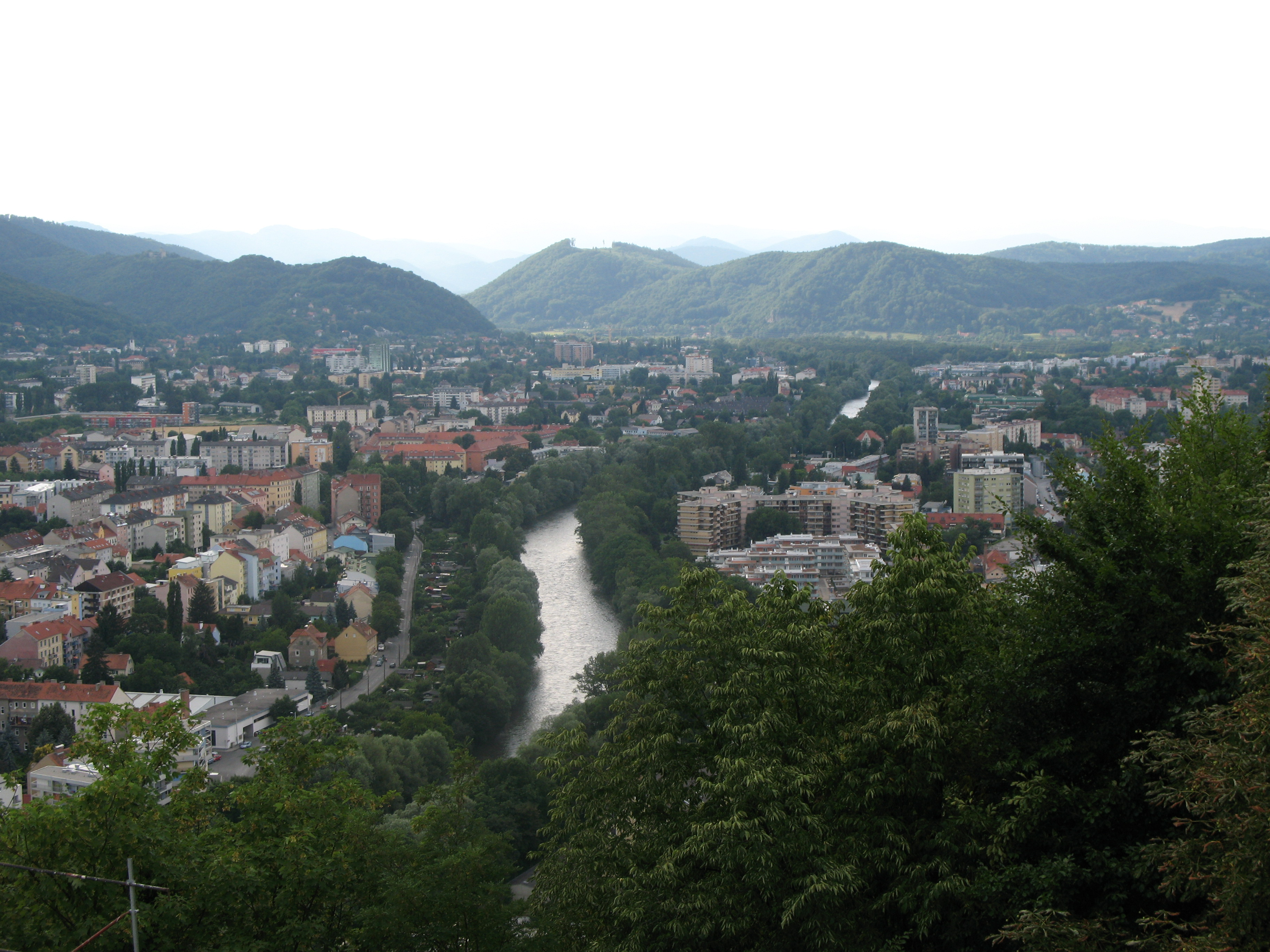
Graz – Sicht vom Schlossberg

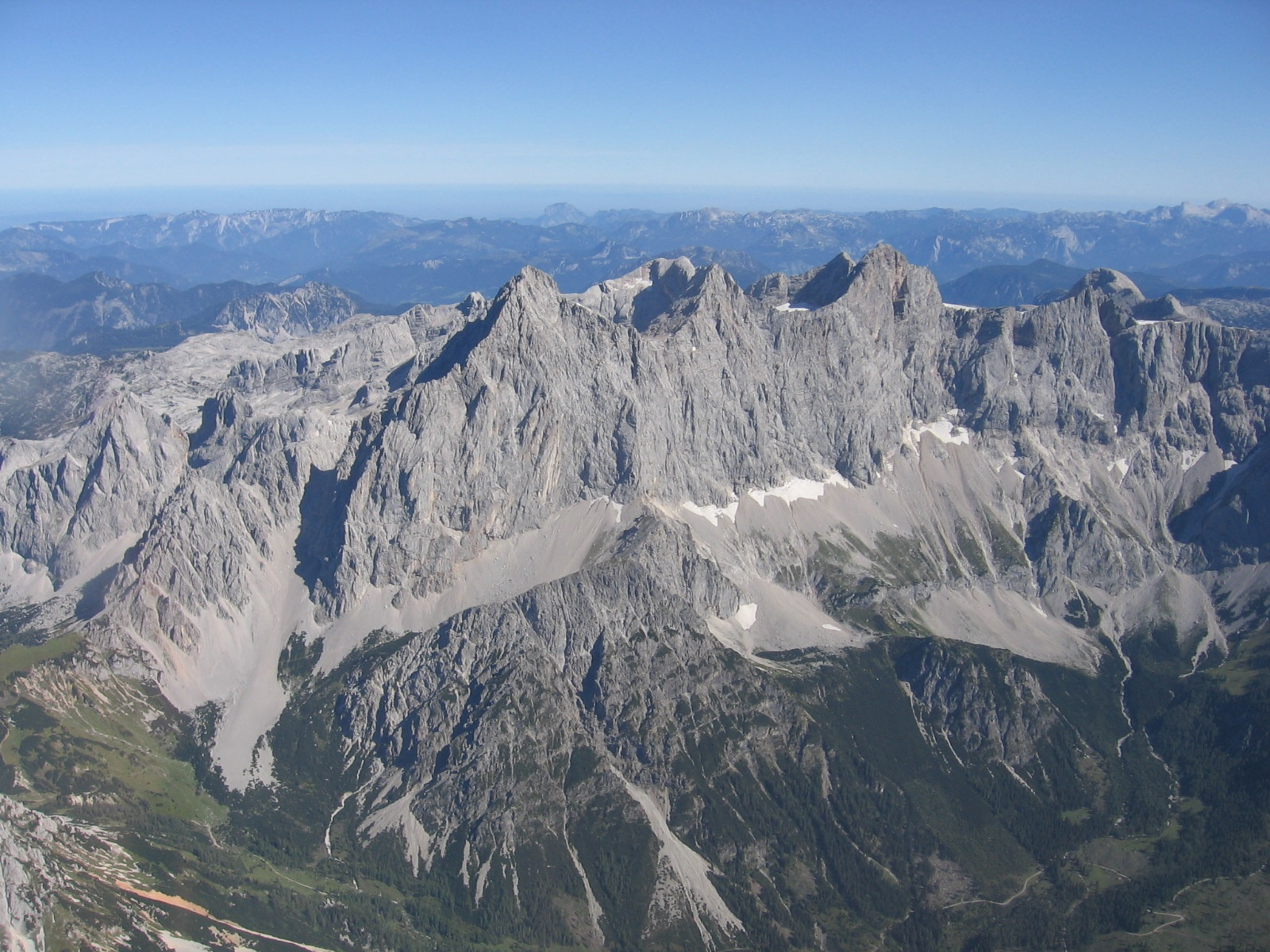
Dachstein 2012

Der Austria eXtreme Triathlon ist ein Triathlonwettbewerb in Österreich. Der Wettbewerb wird seit 2015 jährlich veranstaltet und gilt als einer der härtesten Triathlonwettbewerbe (über die Ironman-Distanz) der Welt.

## Durchführung
Ausgangspunkt des Wettkampfs ist Graz in Österreich. Der Zielbereich ist die Talstation am Berg Dachstein.
Geschwommen wird in dem Fluss Mur. Die Distanz von 3,8 Kilometer unterteilt sich in 2 Kilometer flussabwärts und 1,8 Kilometer flussaufwärts. Die Radstrecke umfasst 186,6 Kilometer durch das umliegende Gebirge mit 3860 Höhenmetern. Der Lauf über 43,6 Kilometer mit 1960 Höhenmetern führt über die Sölksperre, Strubschlucht, Michaelaberg, Pruggern, Aich, Burgstaller, Silberkarklamm, Ramsau, Glösalm und über die Dachsteinsüdwandhütte zur Talstation am Dachstein. Zweimaliger Sieger ist der Österreicher Michael Strasser.

## Ergebnisse
Die Sieger 2021 hießen Horst Langmaier aus Österreich (12:59 Stunden) und Nicole Bretting aus Deutschland (16:00 Stunden).